# Novodinia homonyma
Novodinia homonyma är en sjöstjärneart som beskrevs av Paul O. Downey 1986. Novodinia homonyma ingår i släktet Novodinia och familjen Brisingidae. Inga underarter finns listade i Catalogue of Life.